# Aphis phlojodicarpi
Aphis phlojodicarpi är en insektsart som beskrevs av Pashtshenko 1993. Aphis phlojodicarpi ingår i släktet Aphis och familjen långrörsbladlöss. Inga underarter finns listade i Catalogue of Life.